# Axylia destefanii
Axylia destefanii är en fjärilsart som beskrevs av Emilio Berio 1944. Axylia destefanii ingår i släktet Axylia och familjen nattflyn. Inga underarter finns listade i Catalogue of Life.